# Marabá
Marabá är en stad och kommun i norra Brasilien och ligger i delstaten Pará, längs floden Tocantins. Hela kommunen har cirka 260 000 invånare.

## Befolkningsutveckling
| Område     | Areal (km²)   | Invånarantal 1 augusti 2000 | Invånarantal 1 augusti 2010 | Invånarantal 1 juli 2014 |
| ---------- | ------------- | --------------------------- | --------------------------- | ------------------------ |
| Kommun     | 15 128,42     | 168 020                     | 233 669                     | 257 062                  |
| Centralort | Ingen uppgift | 134 373                     | 186 270                     | Ingen uppgift            |